# Aielo de Malferit (kommunhuvudort)
Aielo de Malferit är en kommunhuvudort i Spanien.   Den ligger i provinsen Província de València och regionen Valencia, i den östra delen av landet, 300 km sydost om huvudstaden Madrid. Aielo de Malferit ligger 269 meter över havet och antalet invånare är 4 320.
Terrängen runt Aielo de Malferit är kuperad västerut, men österut är den platt. Runt Aielo de Malferit är det ganska tätbefolkat, med 160 invånare per kvadratkilometer. Närmaste större samhälle är Ontinyent, 7,1 km söder om Aielo de Malferit. Trakten runt Aielo de Malferit består till största delen av jordbruksmark.